# Валя-Поєней
Валя-Поєней (рум. Valea Poienei) — село у повіті Сучава в Румунії. Адміністративно підпорядковане місту Долхаска.
Село розташоване на відстані 333 км на північ від Бухареста, 35 км на південний схід від Сучави, 82 км на захід від Ясс.

## Населення
За даними перепису населення 2002 року у селі проживали 569 осіб, усі — румуни. Усі жителі села рідною мовою назвали румунську.